# Klara Pölzl
Klara Pölzl, férjezett Klara Hitler (Spital, 1860. augusztus 12. – Linz, 1907. december 21.) osztrák származású asszony, Adolf Hitler édesanyja.

## Élete

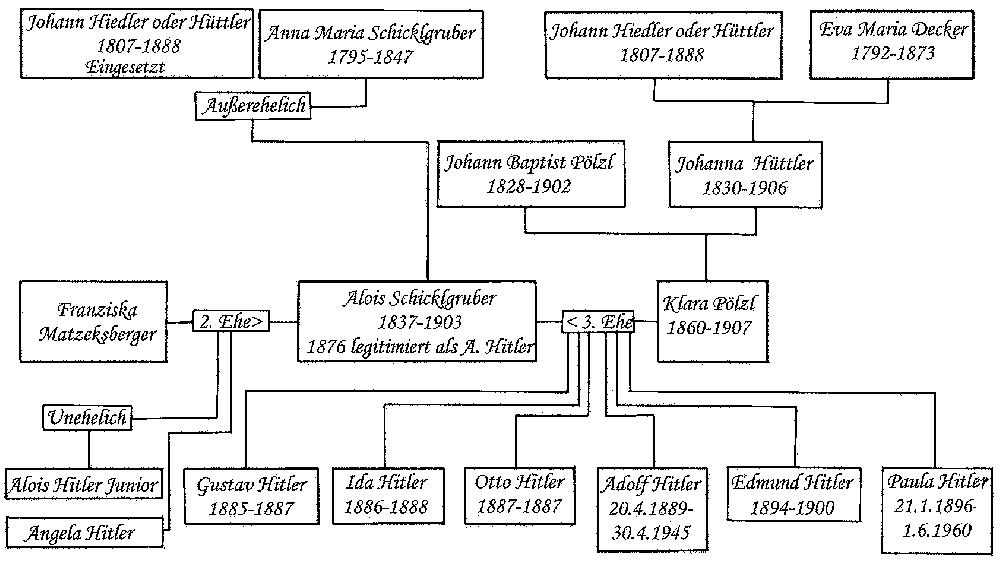
A Hitler családfa

Az ausztriai Spitalban született 1860. augusztus 12-én Johann Baptist Pölzl és Johanna Hüttler gyermekeként. 1885-ben férjhez ment Alois Hitler vámügyi tisztviselőhöz. Aloisnak ez már a harmadik házassága volt. Klara korábban cselédként dolgozott nála, annak első házassága alatt. Összesen hat közös gyermekük született, közülük csak Adolf és Paula érte meg a felnőttkort. Klara 1885 májusában életet adott első gyermekének, Gustavnak, akit 1886 szeptemberében Ida, 1887-ben pedig Otto (aki mindössze 3 napig élt) követett. 1887. december 2-án Gustav, majd 1888. január 15-én Ida is torokgyíkban meghaltak. Adolf 1889. április 20-án, Edmund 1894. március 24-én (1900. február 2-án kanyaróban meghalt), Paula pedig 1896-ban született meg. A család 1892-ben Passauba, 1895-ben Fischlhamba, 1898-ban Leondingba, majd 1905-ben, már az apa nélkül Linzbe költözött.
Klara kedves, jólelkű asszony volt. Férjével szemben inkább meggyőzéssel szerette volna rávenni fiát a jobb tanulmányi eredmények elérésére.
Alois 1903-ban elhunyt, ami nem okozott különösebb anyagi problémát a családnak, mivel az asszony férje után magas özvegyi nyugdíjat kapott. 1907 januárjában Klarát mellrákkal megoperálták, ennek ellenére december 21-én ő is távozott az élők sorából. Halála nagyon megviselte Adolfot, aki szerette édesanyját és a fényképét mindig magánál tartotta.